# Nerill
Nerill és un poble del municipi de les Paüls, situat a la vall de Castanesa, a la comarca de la Ribagorça d'Aragó. Està situat dalt d'un turó, a 1.502 metres, al nord-oest de la vila de les Paüls i al nord de la carretera N-260, on hi ha el coll d'Espina.
Fins al 1.966 formà terme independent. Després es fusionà amb Espés, que estava dividit en dos nuclis: Espés de Dalt i Espés de Baix (municipi des del segle xix), i també Abella. Entre Nerill i Ardoné està el puig o Tossal de Sant Marc, de 1.649 metres d'altitud. L'església parroquial està dedicada a sant Tomàs.
Segons el cens de l'any 1385 a Nerill hi havia 9 morabatins de l'abat del Monestir d'Alaó: «Ramon de Font de Vila, Johan de Castarner, Son genrre, Guiem Çirera, Minget del Puy, Lober Çirera, Lo maçip de Pere Font de la Villa, Domenya, clauera del abat d'Elins i Pedriar».
L'any 1980 hi havia 35 habitants; el 1991, 18; l'any 2006 tenia 16 habitants i el 2011, 22 habitants.

## Antic municipi
- Nerill (cap municipal).
- Les caseries de les Llagunes.[10]
- Denui és un llogaret situat a 1.312 metres d'altitud sota la serralada que separa les conques de la Noguera Ribagorçana i del riu Isàvena.[11]
- Ardoné, situat a la serra que separa el riu Isàvena de la Valira de Castanesa, a 1.360 metres d'altitud.[12]